# キム・ムヨル
キム・ムヨル（金 武烈、김무열、1982年5月22日 - ）は、韓国の俳優。成均館大学校演技美術科卒業。

## 人物
妻は女優のユン・スンア（2015年ー） 。

## 出演

### ドラマ
- 新・別巡検（2007年、MBC） - オドク役
- 一枝梅（2008年、SBS） - シワン役
- 妻が帰ってきた～復讐と裏切りの果てに～（2009年-2010年、SBS） - ハン・ガンス役
- 美しい私の花嫁（2015年、OCN） - キム・ドヒョン役
- バッドガイズ-悪の都市-（2017年、OCN） - ノ・ジンピョン役
- バッドガイズ-悪い奴ら-2（2017年-2018年、OCN） - ノ・ジンピョン役
- 未成年裁判（2022年、Netflix） - チャ・テジュ役[2]
- グリッド（2022年、Disney+） - ソン・オジン役
- 車輪（2022年、SBS） - チャン・ウジェ役[3]
- Sweet Home -俺と世界の絶望-（2023年、Netflix） - キム・ヨンフ役
- NO WAY OUT：ザ・ルーレット（2024年、Disney+） - イ・サンボン 役

### 映画
- 作戦 The Scam（2009年） - チョ・ミニョン役
- 結婚式の後で（2009年）
- あなたの初恋探します（2010年）
- 神弓-KAMIYUMI-（2011年） - ソグン役
- ロマンティックヘブン（2011年）
- 人類滅亡計画書（2011年）
- ウンギョ 青い蜜（2012年）
- ノーザン・リミット・ライン 南北海戦（2015年）
- 代立軍 ウォリアーズ・オブ・ドーン（2017年）
- 記憶の夜（2017年）
- 人狼（2018年） - ハン・サンウ役
- 悪人伝（2019年） - チョン・テソク役
- メモリーズ（2019年）
- 食われる家族（2020年） - カン・ソジン役
- スペース・スウィーパーズ（2020年） - カン・ヒョヌ役
- 正直政治家 チュ・サンスク（2020年） - ヒチョル役
- 声/姿なき犯罪者（2021年） - クァク役
- 対外秘（2021年） - ピルド役
- 正直な候補2（2022年）
- 犯罪都市 PUNISHMENT（2024年） - ペク・チャンギ役[4]

### 演劇
- The Promise(2012年)